# Prosopocera flavomaculata
Prosopocera flavomaculata là một loài bọ cánh cứng trong họ Cerambycidae.